# Richard van Étampes
Richard van Étampes (circa 1396 - Clisson, 2 juni 1438) was van 1423 tot aan zijn dood graaf iure uxoris van Étampes. Hij behoorde tot het huis Dreux-Bretagne.

## Levensloop
Richard was de jongste zoon van hertog Jan IV van Bretagne uit diens derde huwelijk met Johanna van Navarra, dochter van koning Karel II van Navarra.
In 1419 werd hij benoemd tot kapitein-generaal van Guyenne en Poitou. Vier jaar later, in 1423, huwde hij met Margaretha van Orléans (1406-1466), dochter van hertog Lodewijk I van Orléans. Hierdoor werd hij in naam van zijn echtgenote graaf van Étampes, Vertus en Bénon, baron van Clisson en heer van Courtenay, Piffonds, Houdan en Epine-Gaudin. In 1424 werd Richard ook burggraaf van Renac en Bois-Raoul. 
Zijn echtgenote had de rechten op Étampes verkregen van haar oom, koning Karel VII van Frankrijk, maar deze aanspraken werden betwist door hertog Filips de Goede van Bourgondië, die de moord op zijn vader Jan zonder Vrees wilde wreken door de regering van Karel VII te verstoren. Filips bezette het graafschap en regeerde er tot 1434, waarna hij Étampes aan zijn neef Jan II van Nevers schonk. Niettemin kwam het graafschap in 1435 opnieuw in handen van Richard van Étampes.
Richard stierf in juni 1438. Zijn zoon Frans II volgde hem op als graaf van Étampes en werd later ook hertog van Bretagne.

## Nakomelingen
Richard en zijn echtgenote Margaretha kregen zeven kinderen:
- Maria (1424-1477), abdis van Fontevraud
- Isabella (1426-1438)
- Catharina van Bretagne (1428-1476), vrouwe van Epine-Gaudin, huwde in 1438 met Willem van Chalon-Arlay, heer van Arlay, prins van Oranje, graaf van Penthièvre en heer van Cerlier
- Frans II, hertog van Bretagne (1433-1438)
- Een naamloze zoon (1436)
- Margaretha (1437-1466), kloosterzuster
- Madeleine (1439-1462), een kloosterzuster

## Voorouders
| Voorouders van Richard van Étampes | Voorouders van Richard van Étampes                                 | Voorouders van Richard van Étampes                                 | Voorouders van Richard van Étampes                                | Voorouders van Richard van Étampes                                | Voorouders van Richard van Étampes                                          | Voorouders van Richard van Étampes                                          | Voorouders van Richard van Étampes                                      | Voorouders van Richard van Étampes                                      |
| ---------------------------------- | ------------------------------------------------------------------ | ------------------------------------------------------------------ | ----------------------------------------------------------------- | ----------------------------------------------------------------- | --------------------------------------------------------------------------- | --------------------------------------------------------------------------- | ----------------------------------------------------------------------- | ----------------------------------------------------------------------- |
| Overgrootouders                    | Arthur II van Bretagne (1261-1312) ∞ Yolande van Dreux (1263-1330) | Arthur II van Bretagne (1261-1312) ∞ Yolande van Dreux (1263-1330) | Lodewijk I van Nevers (?–1322) ∞ 1290 Johanna van Rethel (?-1328) | Lodewijk I van Nevers (?–1322) ∞ 1290 Johanna van Rethel (?-1328) | Filips III van Navarra (1306-1343) ∞1318 Johanna II van Navarra (1290-1315) | Filips III van Navarra (1306-1343) ∞1318 Johanna II van Navarra (1290-1315) | Jan II van Frankrijk (1319-1364) ∞ 1332 Bonne van Luxemburg (1315-1349) | Jan II van Frankrijk (1319-1364) ∞ 1332 Bonne van Luxemburg (1315-1349) |
| Grootouders                        | Jan van Montfort (1295-1345) ∞ Johanna van Vlaanderen (1295-1374)  | Jan van Montfort (1295-1345) ∞ Johanna van Vlaanderen (1295-1374)  | Jan van Montfort (1295-1345) ∞ Johanna van Vlaanderen (1295-1374) | Jan van Montfort (1295-1345) ∞ Johanna van Vlaanderen (1295-1374) | Karel II van Navarra (1332-1387) ∞1352 Johanna van Valois (1343-1373)       | Karel II van Navarra (1332-1387) ∞1352 Johanna van Valois (1343-1373)       | Karel II van Navarra (1332-1387) ∞1352 Johanna van Valois (1343-1373)   | Karel II van Navarra (1332-1387) ∞1352 Johanna van Valois (1343-1373)   |
| Ouders                             | Jan IV van Bretagne (1339-1399) ∞ Johanna van Navarra (1370-1437)  | Jan IV van Bretagne (1339-1399) ∞ Johanna van Navarra (1370-1437)  | Jan IV van Bretagne (1339-1399) ∞ Johanna van Navarra (1370-1437) | Jan IV van Bretagne (1339-1399) ∞ Johanna van Navarra (1370-1437) | Jan IV van Bretagne (1339-1399) ∞ Johanna van Navarra (1370-1437)           | Jan IV van Bretagne (1339-1399) ∞ Johanna van Navarra (1370-1437)           | Jan IV van Bretagne (1339-1399) ∞ Johanna van Navarra (1370-1437)       | Jan IV van Bretagne (1339-1399) ∞ Johanna van Navarra (1370-1437)       |
| Richard van Étampes (1396-1438)    |                                                                    |                                                                    |                                                                   |                                                                   |                                                                             |                                                                             |                                                                         |                                                                         |

Ook kreeg hij een buitenechtelijke dochter bij een maîtresse.